# Dánia a 2016. évi nyári olimpiai játékokon
Dánia a brazíliai Rio de Janeiróban megrendezett 2016. évi nyári olimpiai játékok egyik részt vevő nemzete volt. Az országot az olimpián 16 sportágban 119 sportoló képviselte, akik összesen 15 érmet szereztek.

## Érmesek
| Érem  | Versenyző | Sportág      | Versenyszám                                |
| ----- | --- | ------------ | ------------------------------------------ |
| Arany | Nemzeti válogatott Mads Christiansen Michael Damgaard Jannick Green Mikkel Hansen Lasse Svan Hansen Henrik Toft Hansen René Toft Hansen Niklas Landin Jacobsen Mads Mensah Larsen Henrik Møllgaard Casper Ulrich Mortensen Jesper Nøddesbo Morten Olsen Kasper Søndergaard | Kézilabda    | Férfi                                      |
| Arany | Pernille Blume | Úszás        | Női 50 m gyors                             |
| Ezüst | Sara Slott Petersen | Atlétika     | Női 400 m gát                              |
| Ezüst | Mark Madsen | Birkózás     | Férfi kötöttfogás, 75 kg                   |
| Ezüst | Jacob Barsøe Morten Jørgensen Kasper Winther Jørgensen Jacob Larsen | Evezés       | Férfi könnyűsúlyú kormányos nélküli négyes |
| Ezüst | Emma Jørgensen | Kajak-kenu   | Női kajak egyes 500 m                      |
| Ezüst | Jakob Fuglsang | Kerékpározás | Férfi egyéni mezőnyverseny                 |
| Ezüst | Christinna Pedersen Kamilla Rytter Juhl | Tollaslabda  | Női páros                                  |
| Bronz | Anne Andersen Hedvig Rasmussen | Evezés       | Női kormányos nélküli kettes               |
| Bronz | Casper von Folsach Lasse Norman Hansen Niklas Larsen Frederik Madsen Rasmus Quaade | Kerékpározás | Férfi csapat üldözőverseny                 |
| Bronz | Lasse Norman Hansen | Kerékpározás | Férfi omnium                               |
| Bronz | Viktor Axelsen | Tollaslabda  | Férfi egyes                                |
| Bronz | Pernille Blume Mie Østergaard Nielsen Jeanette Ottesen Rikke Møller Pedersen | Úszás        | Női 4 × 100 m vegyes váltó                 |
| Bronz | Anne-Marie Rindom | Vitorlázás   | Női laser radial                           |
| Bronz | Jena Mai Hansen Katja Salskov-Iversen | Vitorlázás   | Női 49erFX osztály                         |

## Asztalitenisz
Férfi
| Versenyző      | Versenyszám | Selejtező         | 64-es főtábla     | 48-as főtábla                                | 32-es főtábla                                    | Nyolcaddöntő      | Negyeddöntő       | Elődöntő          | Döntő             | Helyezés |
| Versenyző      | Versenyszám | Ellenfél Eredmény | Ellenfél Eredmény | Ellenfél Eredmény                            | Ellenfél Eredmény                                | Ellenfél Eredmény | Ellenfél Eredmény | Ellenfél Eredmény | Ellenfél Eredmény | Helyezés |
| -------------- | ----------- | ----------------- | ----------------- | -------------------------------------------- | ------------------------------------------------ | ----------------- | ----------------- | ----------------- | ----------------- | -------- |
| Jonathan Groth | Egyes       | erőnyerő          | erőnyerő          | Benedek Oláh (FIN) · 11–8, 11–5, 12–10, 11–3 | Ma Lung (Ma Long) (CHN) · 3–11, 2–11, 3–11, 9–11 | kiesett           | kiesett           | kiesett           | kiesett           | 17.      |

## Atlétika
Férfi
| Versenyző       | Versenyszám    | Előfutam | Előfutam | Előfutam | Elődöntő | Elődöntő | Elődöntő | Döntő   | Döntő    |
| Versenyző       | Versenyszám    | Idő      | Hely.    | Össz.    | Idő      | Hely.    | Össz.    | Idő     | Helyezés |
| --------------- | -------------- | -------- | -------- | -------- | -------- | -------- | -------- | ------- | -------- |
| Andreas Bube    | 800 m          | 1:46,67  | 2.       | 18.      | 1:45,87  | 7.       | 16.      | kiesett | kiesett  |
| Ole Hesselbjerg | 3000 m akadály | 8:40,08  | 11.      | 31.      |          |          |          | kiesett | kiesett  |
| Abdi Hakin Ulad | Maraton        |          |          |          |          |          |          | 2:17:06 | 35.      |

Női
| Versenyző                 | Versenyszám    | Előfutam | Előfutam | Előfutam | Elődöntő | Elődöntő | Elődöntő | Döntő   | Döntő    |
| Versenyző                 | Versenyszám    | Idő      | Hely.    | Össz.    | Idő      | Hely.    | Össz.    | Idő     | Helyezés |
| ------------------------- | -------------- | -------- | -------- | -------- | -------- | -------- | -------- | ------- | -------- |
| Sara Slott Petersen       | 400 m gát      | 55,20    | 1.       | 2.       | 54,55    | 2.       | 2.*      | 53,55   |          |
| Stina Troest              | 400 m gát      | 56,06    | 4.       | 13.      | 56,00    | 4.       | 15.      | kiesett | kiesett  |
| Anna Emilie Møller        | 3000 m akadály | 9:32,68  | 6.       | 21.      |          |          |          | kiesett | kiesett  |
| Anne Baumeister           | Maraton        |          |          |          |          |          |          | 2:39:49 | 55.      |
| Jessica Draskau-Petersson | Maraton        |          |          |          |          |          |          | 2:36:14 | 40.      |

* - egy másik versenyzővel azonos eredményt ért el

## Birkózás

### Férfi
Kötöttfogású
| Versenyző   | Versenyszám | Selejtező         | Nyolcaddöntő               | Negyeddöntő              | Elődöntő                | Vigaszág első kör | Vigaszág elődöntő | Bronz- mérkőzés   | Döntő                     | Helyezés |
| Versenyző   | Versenyszám | Ellenfél Eredmény | Ellenfél Eredmény          | Ellenfél Eredmény        | Ellenfél Eredmény       | Ellenfél Eredmény | Ellenfél Eredmény | Ellenfél Eredmény | Ellenfél Eredmény         | Helyezés |
| ----------- | ----------- | ----------------- | -------------------------- | ------------------------ | ----------------------- | ----------------- | ----------------- | ----------------- | ------------------------- | -------- |
| Mark Madsen | 75 kg       | erőnyerő          | Saeid Abdevali (IRI) · 1–1 | Viktor Nemeš (SRB) · 4–0 | Bácsi Péter (HUN) · 1–0 |                   |                   |                   | Roman Vlaszov (RUS) · 1–5 |          |

## Evezés
Férfi
| Versenyző                                                           | Versenyszám                          | Előfutam | Előfutam | Vigaszág | Vigaszág | Elődöntő | Elődöntő | Elődöntő | Döntő | Döntő   | Döntő | Helyezés |
| Versenyző                                                           | Versenyszám                          | Idő      | Hely.    | Idő      | Hely.    | Típus    | Idő      | Hely.    | Típus | Idő     | Hely. | Helyezés |
| ------------------------------------------------------------------- | ------------------------------------ | -------- | -------- | -------- | -------- | -------- | -------- | -------- | ----- | ------- | ----- | -------- |
| Mads Rasmussen Rasmus Quist                                         | Könnyűsúlyú kétpárevezős             | 6:33,67  | 3.       | 7:02,78  | 1.       | A/B      | 6:45,05  | 5.       | B     | 6:34,72 | 4.    | 10.      |
| Jacob Barsøe Jacob Larsen Kasper Winther Jørgensen Morten Jørgensen | Könnyűsúlyú kormányos nélküli négyes | 5:58,21  | 1.       | erőnyerő | erőnyerő | A/B      | 6:19,62  | 2.       | A     | 6:21,97 | 2.    |          |

Női
| Versenyző                           | Versenyszám              | Előfutam | Előfutam | Vigaszág | Vigaszág | Negyeddöntő | Negyeddöntő | Elődöntő | Elődöntő | Elődöntő | Döntő   | Döntő   | Döntő   | Helyezés |
| Versenyző                           | Versenyszám              | Idő      | Hely.    | Idő      | Hely.    | Idő         | Hely.       | Típus    | Idő      | Hely.    | Típus   | Idő     | Hely.   | Helyezés |
| ----------------------------------- | ------------------------ | -------- | -------- | -------- | -------- | ----------- | ----------- | -------- | -------- | -------- | ------- | ------- | ------- | -------- |
| Fie Udby Erichsen                   | Egypárevezős             | 8:30,07  | 2.       | erőnyerő | erőnyerő | 7:33,24     | 1.          | A/B      | 8:08,65  | 6.       | B       | 7:25,13 | 3.      | 9.       |
| Lisbet Jakobsen Nina Hollensen      | Kétpárevezős             | 7:18,92  | 5.       | 7:04,35  | 4.       |             |             | kiesett  | kiesett  | kiesett  | kiesett | kiesett | kiesett | 13.      |
| Anne Lolk Thomsen Juliane Rasmussen | Könnyűsúlyú kétpárevezős | 7:01,84  | 2.       | erőnyerő | erőnyerő |             |             | A/B      | 7:20,29  | 4.       | B       | 7:27,39 | 3.      | 9.       |
| Hedvig Rasmussen Anne Andersen      | Kormányos nélküli kettes | 7:05,28  | 2.       | erőnyerő | erőnyerő |             |             | A/B      | 7:27,56  | 1.       | A       | 7:20,71 | 3.      |          |

## Golf
| Versenyző        | Versenyszám  | 1. forduló | 1. forduló | 2. forduló | 2. forduló | 3. forduló | 3. forduló | 4. forduló | 4. forduló | Összesen | Összesen | Összesen |
| Versenyző        | Versenyszám  | Pont       | Par        | Pont       | Par        | Pont       | Par        | Pont       | Par        | Pontszám | Par      | Helyezés |
| ---------------- | ------------ | ---------- | ---------- | ---------- | ---------- | ---------- | ---------- | ---------- | ---------- | -------- | -------- | -------- |
| Søren Kjeldsen   | Férfi egyéni | 73         | +2         | 68         | −3         | 70         | −1         | 70         | −1         | 281      | −3       | 21.      |
| Thorbjørn Olesen | Férfi egyéni | 70         | −1         | 68         | −3         | 74         | +3         | 71         | 0          | 283      | −1       | 30.      |
| Nicole Larsen    | Női egyéni   | 67         | −4         | 68         | −3         | 81         | +10        | 71         | 0          | 287      | +3       | 36.      |
| Nanna Madsen     | Női egyéni   | 69         | −2         | 69         | −2         | 72         | +1         | 69         | −2         | 279      | −5       | 13.      |

## Kajak-kenu

### Gyorsasági
Férfi
| Versenyző           | Versenyszám        | Előfutam | Előfutam | Előfutam | Elődöntő | Elődöntő | Elődöntő | Döntő | Döntő    | Döntő    | Helyezés |
| Versenyző           | Versenyszám        | Idő      | Hely.    | Össz.    | Idő      | Hely.    | Össz.    | Típus | Idő      | Helyezés | Helyezés |
| ------------------- | ------------------ | -------- | -------- | -------- | -------- | -------- | -------- | ----- | -------- | -------- | -------- |
| René Holten Poulsen | Kajak egyes 1000 m | 3:35,722 | 1.       | 8.       | 3:34,344 | 4.       | 4.       | A     | 3:36,840 | 6.       | 6.       |

Női
| Versenyző                                                          | Versenyszám        | Előfutam | Előfutam | Előfutam | Elődöntő | Elődöntő | Elődöntő | Döntő   | Döntő    | Döntő    | Helyezés |
| Versenyző                                                          | Versenyszám        | Idő      | Hely.    | Össz.    | Idő      | Hely.    | Össz.    | Típus   | Idő      | Helyezés | Helyezés |
| ------------------------------------------------------------------ | ------------------ | -------- | -------- | -------- | -------- | -------- | -------- | ------- | -------- | -------- | -------- |
| Henriette Engel Hansen                                             | Kajak egyes 200 m  | 42,455   | 6.       | 20.      | 43,300   | 8.       | 22.      | kiesett | kiesett  | kiesett  | 22.      |
| Emma Jørgensen                                                     | Kajak egyes 500 m  | 1:55,660 | 2.       | 14.      | 1:55,193 | 2.       | 2.       | A       | 1:54,326 | 2.       |          |
| Amalie Thomsen Ida Villumsen                                       | Kajak kettes 500 m | 1:46,246 | 4.       | 10.      | 1:47,476 | 6.       | 12.      | B       | 1:48,846 | 4.       | 12.      |
| Emma Jørgensen Amalie Thomsen Ida Villumsen Henriette Engel Hansen | Kajak négyes 500 m | 1:36,675 | 5.       | 9.       | 1:36,302 | 3.       | 6.       | A       | 1:36,057 | 6.       | 6.       |

## Kerékpározás

### BMX
| Versenyző          | Versenyszám | Selejtező | Selejtező | Negyeddöntő | Negyeddöntő | Elődöntő | Elődöntő | Döntő   | Döntő    | Helyezés |
| Versenyző          | Versenyszám | Idő       | Helyezés  | Pont        | Helyezés    | Pont     | Helyezés | Idő     | Helyezés | Helyezés |
| ------------------ | ----------- | --------- | --------- | ----------- | ----------- | -------- | -------- | ------- | -------- | -------- |
| Niklas Laustsen    | Férfi       | 36,199    | 24.       | 19          | 7.          | kiesett  | kiesett  | kiesett | kiesett  | 26.      |
| Simone Christensen | Női         | 35,251    | 5.        |             |             | 18       | 7.       | kiesett | kiesett  | 13.      |

### Hegyi-kerékpározás
| Versenyző        | Versenyszám        | Idő     | Helyezés |
| ---------------- | ------------------ | ------- | -------- |
| Simon Andreassen | Férfi terepverseny | 1:47:44 | 34.      |
| Annika Langvad   | Női terepverseny   | 1:33:48 | 11.      |

### Országúti kerékpározás
Férfi
| Versenyző               | Versenyszám   | Idő              | Helyezés |
| ----------------------- | ------------- | ---------------- | -------- |
| Jakob Fuglsang          | Mezőnyverseny | 6:10:05 (+0:00)  |          |
| Chris Anker Sørensen    | Mezőnyverseny | 6:30:05 (+20:00) | 60.      |
| Christopher Juul Jensen | Mezőnyverseny | 6:19:43 (+9:38)  | 32.      |
| Christopher Juul Jensen | Időfutam      | 1:16:49,62       | 19.      |

### Pálya-kerékpározás
Üldözőversenyek
| Versenyző                                                                          | Versenyszám  | Selejtező | Selejtező | Elődöntő                                                                                       | Elődöntő  | Elődöntő | Döntő                                                                                                  | Döntő     | Döntő    |
| Versenyző                                                                          | Versenyszám  | Idő       | Hely.     | Ellenfél Idő                                                                                   | Saját idő | Hely.    | Ellenfél Idő                                                                                           | Saját idő | Helyezés |
| ---------------------------------------------------------------------------------- | ------------ | --------- | --------- | ---------------------------------------------------------------------------------------------- | --------- | -------- | --- | --------- | -------- |
| Casper von Folsach Lasse Norman Hansen Niklas Larsen Frederik Madsen Rasmus Quaade | Férfi csapat | 3:55,396  | 2.        | Ausztrália (AUS) · Alex Edmondson · Michael Hepburn · Callum Scotson · Sam Welsford · 3:53,429 | 3:53,542  | 3.       | Bronzmérkőzés · Új-Zéland (NZL) · Pieter Bulling · Aaron Gate · Regan Gough · Dylan Kennett · 3:56,753 | 3:53,789  |          |

Omnium
| Versenyző           | Versenyszám | 15 km-es scratch | 15 km-es scratch | 4 km-es egyéni üldözőverseny | 4 km-es egyéni üldözőverseny | 4 km-es egyéni üldözőverseny | Kieséses verseny | Kieséses verseny | 1000 m-es időfutam | 1000 m-es időfutam | 1000 m-es időfutam | 250 méter repülő rajt | 250 méter repülő rajt | 250 méter repülő rajt | 30 km-es pontverseny | 30 km-es pontverseny | Összesítés | Összesítés |
| Versenyző           | Versenyszám | Pont             | Hely.            | Idő                          | Pont                         | Hely.                        | Pont             | Hely.            | Idő                | Pont               | Hely.              | Idő                   | Pont                  | Hely.                 | Pont                 | Hely.                | Pont       | Helyezés   |
| ------------------- | ----------- | ---------------- | ---------------- | ---------------------------- | ---------------------------- | ---------------------------- | ---------------- | ---------------- | ------------------ | ------------------ | ------------------ | --------------------- | --------------------- | --------------------- | -------------------- | -------------------- | ---------- | ---------- |
| Lasse Norman Hansen | Férfi       | 40               | 1.               | 4:14,982                     | 40                           | 1.                           | 6                | 18.              | 1:02,538           | 32                 | 5.                 | 12,832                | 34                    | 4.                    | 40                   | 2.                   | 192        |            |

| Versenyző         | Versenyszám | 10 km-es scratch | 10 km-es scratch | 3 km-es egyéni üldözőverseny | 3 km-es egyéni üldözőverseny | 3 km-es egyéni üldözőverseny | Kieséses verseny | Kieséses verseny | 500 m-es időfutam | 500 m-es időfutam | 500 m-es időfutam | 250 méter repülő rajt | 250 méter repülő rajt | 250 méter repülő rajt | 20 km-es pontverseny | 20 km-es pontverseny | Összesítés | Összesítés |
| Versenyző         | Versenyszám | Pont             | Hely.            | Idő                          | Pont                         | Hely.                        | Pont             | Hely.            | Idő               | Pont              | Hely.             | Idő                   | Pont                  | Hely.                 | Pont                 | Hely.                | Pont       | Helyezés   |
| ----------------- | ----------- | ---------------- | ---------------- | ---------------------------- | ---------------------------- | ---------------------------- | ---------------- | ---------------- | ----------------- | ----------------- | ----------------- | --------------------- | --------------------- | --------------------- | -------------------- | -------------------- | ---------- | ---------- |
| Amalie Dideriksen | Női         | 28               | 7.               | 3:30,264                     | 34                           | 4.                           | 30               | 6.               | 38,032            | 6                 | 18.               | 14,940                | 6                     | 18.                   | 85                   | 1.                   | 189        | 5.         |

## Kézilabda

### Férfi
| Dán férfi kézilabdacsapat-játékoskeret                                                                                             | Dán férfi kézilabdacsapat-játékoskeret |
| --- | --- |
| - Mads Christiansen - Michael Damgaard - Jannick Green - Mikkel Hansen - Lasse Svan Hansen - Henrik Toft Hansen - René Toft Hansen | - Niklas Landin Jacobsen - Mads Mensah Larsen - Henrik Møllgaard - Casper Ulrich Mortensen - Jesper Nøddesbo - Morten Olsen - Kasper Søndergaard |

#### Eredmények
Csoportkör
A csoport
| Hely. | Csapat              | M | Gy | D | V | G+  | G–  | Gk  | P | Továbbjutás |
| ----- | ------------------- | - | -- | - | - | --- | --- | --- | - | ----------- |
| 1.    | Horvátország (CRO)  | 5 | 4  | 0 | 1 | 147 | 134 | +13 | 8 | Negyeddöntő |
| 2.    | Franciaország (FRA) | 5 | 4  | 0 | 1 | 152 | 126 | +26 | 8 | Negyeddöntő |
| 3.    | Dánia (DEN)         | 5 | 3  | 0 | 2 | 136 | 127 | +9  | 6 | Negyeddöntő |
| 4.    | Katar (QAT)         | 5 | 2  | 1 | 2 | 122 | 127 | −5  | 5 | Negyeddöntő |
| 5.    | Argentína (ARG)     | 5 | 1  | 0 | 4 | 110 | 126 | −16 | 2 |             |
| 6.    | Tunézia (TUN)       | 5 | 0  | 1 | 4 | 118 | 145 | −27 | 1 |             |

1. 1 2  Hotvátország 29–28 Franciaország

| 2016. augusztus 7. 14:40 (19:40) | Dánia (DEN)    | 25–19       | Argentína (ARG) | Future Arena, Rio de Janeiro Játékvezetők: Lah, Sok (SLO) |
| 2016. augusztus 7. 14:40 (19:40) | Hansen, Svan 6 | (10–10)     | Simonet 7       | Future Arena, Rio de Janeiro Játékvezetők: Lah, Sok (SLO) |
| 2016. augusztus 7. 14:40 (19:40) | 4× 3×          | Jegyzőkönyv | 3× 3×           | Future Arena, Rio de Janeiro Játékvezetők: Lah, Sok (SLO) |

| 2016. augusztus 9. 14:40 (19:40) | Tunézia (TUN) | 23–31       | Dánia (DEN)       | Future Arena, Rio de Janeiro Játékvezetők: Pinto, Menezes (BRA) |
| 2016. augusztus 9. 14:40 (19:40) | Jallouz 5     | (10–16)     | Mortensen, Svan 8 | Future Arena, Rio de Janeiro Játékvezetők: Pinto, Menezes (BRA) |
| 2016. augusztus 9. 14:40 (19:40) | 2× 1×         | Jegyzőkönyv | 3× 3×             | Future Arena, Rio de Janeiro Játékvezetők: Pinto, Menezes (BRA) |

| 2016. augusztus 11. 14:40 (19:40) | Dánia (DEN)   | 24–27       | Horvátország (CRO) | Future Arena, Rio de Janeiro Játékvezetők: Geipel, Helbig (GER) |
| 2016. augusztus 11. 14:40 (19:40) | Svan Hansen 9 | (12–15)     | Duvnjak 8          | Future Arena, Rio de Janeiro Játékvezetők: Geipel, Helbig (GER) |
| 2016. augusztus 11. 14:40 (19:40) | 3× 2×         | Jegyzőkönyv | 5× 4×              | Future Arena, Rio de Janeiro Játékvezetők: Geipel, Helbig (GER) |

| 2016. augusztus 13. 14:40 (19:40) | Dánia (DEN) | 26–25       | Katar (QAT) | Future Arena, Rio de Janeiro Játékvezetők: Rashed, El-Sayed (EGY) |
| 2016. augusztus 13. 14:40 (19:40) | Svan 7      | (14–14)     | Marković 7  | Future Arena, Rio de Janeiro Játékvezetők: Rashed, El-Sayed (EGY) |
| 2016. augusztus 13. 14:40 (19:40) | 5× 4×       | Jegyzőkönyv | 3× 3×       | Future Arena, Rio de Janeiro Játékvezetők: Rashed, El-Sayed (EGY) |

| 2016. augusztus 15. 14:40 (19:40) | Franciaország (FRA) | 33–30       | Dánia (DEN) | Future Arena, Rio de Janeiro Játékvezetők: Lah, Sok (SLO) |
| 2016. augusztus 15. 14:40 (19:40) | Mahé 9              | (17–16)     | Hansen 8    | Future Arena, Rio de Janeiro Játékvezetők: Lah, Sok (SLO) |
| 2016. augusztus 15. 14:40 (19:40) | 3× 2×               | Jegyzőkönyv | 5× 3×       | Future Arena, Rio de Janeiro Játékvezetők: Lah, Sok (SLO) |

Negyeddöntő
| 2016. augusztus 17. 17:00 (22:00) | Dánia (DEN)              | 37–30       | Szlovénia (SLO) | Future Arena, Rio de Janeiro Játékvezetők: Lopéz, Ramírez (ESP) |
| 2016. augusztus 17. 17:00 (22:00) | M. Hansen, Svan Hansen 8 | (16–13)     | Bezjak, Janc 6  | Future Arena, Rio de Janeiro Játékvezetők: Lopéz, Ramírez (ESP) |
| 2016. augusztus 17. 17:00 (22:00) | 5× 3×                    | Jegyzőkönyv | 8× 4×           | Future Arena, Rio de Janeiro Játékvezetők: Lopéz, Ramírez (ESP) |

Elődöntő
| 2016. augusztus 19. 20:30 (01:30) | Lengyelország (POL) | 28–29 (h. u.)  | Dánia (DEN) | Future Arena, Rio de Janeiro Játékvezetők: Horaček, Novotny (CZE) |
| 2016. augusztus 19. 20:30 (01:30) | Bielecki 7          | (15–16, 25–25) | Hansen 10   | Future Arena, Rio de Janeiro Játékvezetők: Horaček, Novotny (CZE) |
| 2016. augusztus 19. 20:30 (01:30) | 3× 4×               | Jegyzőkönyv    | 3× 3×       | Future Arena, Rio de Janeiro Játékvezetők: Horaček, Novotny (CZE) |

Döntő
| 2016. augusztus 21. 14:00 (19:00) | Dánia (DEN) | 28–26       | Franciaország (FRA) | Future Arena, Rio de Janeiro Játékvezetők: Raluy, Sabroso (ESP) |
| 2016. augusztus 21. 14:00 (19:00) | Hansen 8    | (16–14)     | Guigou 6            | Future Arena, Rio de Janeiro Játékvezetők: Raluy, Sabroso (ESP) |
| 2016. augusztus 21. 14:00 (19:00) | 4× 2×       | Jegyzőkönyv | 2× 3×               | Future Arena, Rio de Janeiro Játékvezetők: Raluy, Sabroso (ESP) |

| Csapat      | Helyezés |
| ----------- | -------- |
| Dánia (DEN) |          |

## Labdarúgás

### Férfi
| Dán férfi labdarúgócsapat-játékoskeret | Dán férfi labdarúgócsapat-játékoskeret                                                                                          |
| --- | --- |
| - Jacob Barrett Laursen - Jakob Blåbjerg - Frederik Børsting - Nicolai Brock-Madsen - Jacob Bruun Larsen - Mikkel Desler - Edigeison Gomes* - Pascal Gregor - Mathias Hebo Rasmussen | - Jeppe Højbjerg - Jens Jønsson - Emil Larsen* - Kasper Larsen - Andreas Maxsø - Casper Nielsen - Robert Skov - Lasse Vibe* (c) |

* - túlkoros játékos

#### Eredmények
Csoportkör
A csoport
| Hely. | Csapat                        | M | Gy | D | V | G+ | G– | Gk | P | Továbbjutás |
| ----- | ----------------------------- | - | -- | - | - | -- | -- | -- | - | ----------- |
| 1.    | Brazília (BRA)                | 3 | 1  | 2 | 0 | 4  | 0  | +4 | 5 | Negyeddöntő |
| 2.    | Dánia (DEN)                   | 3 | 1  | 1 | 1 | 1  | 4  | −3 | 4 | Negyeddöntő |
| 3.    | Irak (IRQ)                    | 3 | 0  | 3 | 0 | 1  | 1  | 0  | 3 |             |
| 4.    | Dél-afrikai Köztársaság (RSA) | 3 | 0  | 2 | 1 | 1  | 2  | −1 | 2 |             |

| 2016. augusztus 4. 13:00 (18:00) |

| Irak (IRQ) | 0–0         | Dánia (DEN) |
| ---------- | ----------- | ----------- |
|            | Jegyzőkönyv |             |

| Estádio Nacional de Brasília, Brazíliaváros Nézőszám: 18 000 Játékvezető: César Arturo Ramos (mexikói) |

| 2016. augusztus 7. 19:00 (0:00) |

| Dánia (DEN) | 1–0               | Dél-afrikai Köztársaság (RSA) |
| ----------- | ----------------- | ----------------------------- |
| Skov 69'    | (0–0) Jegyzőkönyv |                               |

| Estádio Nacional de Brasília, Brazíliaváros Nézőszám: 32 314 Játékvezető: Szató Rjúdzsi (japán) |

| 2016. augusztus 10. 22:00 (3:00) |

| Dánia (DEN) | 0–4               | Brazília (BRA)                                    |
| ----------- | ----------------- | ------------------------------------------------- |
|             | (0–2) Jegyzőkönyv | Gabriel 26' 80' Gabriel Jesus 40' Luan Garcia 50' |

| Arena Fonte Nova, Salvador da Bahia Nézőszám: 41 067 Játékvezető: Alirezá Fagáni (iráni) |

Negyeddöntő
| 2016. augusztus 13. 16:00 (21:00) |

| Nigéria (NGR)      | 2–0               | Dánia (DEN) |
| ------------------ | ----------------- | ----------- |
| Mikel 15' Umar 59' | (1–0) Jegyzőkönyv |             |

| Arena Fonte Nova, Salvador da Bahia Nézőszám: 30 307 Játékvezető: Sandro Ricci (brazil) |

| Csapat      | Helyezés |
| ----------- | -------- |
| Dánia (DEN) | 8.       |

## Lovaglás
Díjlovaglás
| Versenyző                                                        | Ló                                     | Versenyszám | 1. kör | 1. kör | 2. kör | 2. kör | Döntő   | Döntő   | Végeredmény | Végeredmény |
| Versenyző                                                        | Ló                                     | Versenyszám | Pont   | Hely.  | Pont   | Hely.  | Pont    | Hely.   | Pont        | Helyezés    |
| ---------------------------------------------------------------- | -------------------------------------- | ----------- | ------ | ------ | ------ | ------ | ------- | ------- | ----------- | ----------- |
| Anders Dahl                                                      | Selten Hw                              | Egyéni      | 66,900 | 37.    | 71,232 | 30.    | kiesett | kiesett | kiesett     | kiesett     |
| Cathrine Dufour                                                  | Cassidy                                | Egyéni      | 76,657 | 10.    | 76,050 | 12.    | 78,143  | 13.     | 78,143      | 13.         |
| Anna Kasprzak                                                    | Donnperignon                           | Egyéni      | 73,943 | 23.    | 74,524 | 15.    | 76,982  | 14.     | 76,982      | 14.         |
| Agnete Kirk Thinggaard                                           | Jojo Az                                | Egyéni      | 72,229 | 27.    | 72,465 | 26.    | kiesett | kiesett | kiesett     | kiesett     |
| Anders Dahl Cathrine Dufour Anna Kasprzak Agnete Kirk Thinggaard | Selten Hw Cassidy Donnperignon Jojo Az | Csapat      | 74,276 | 6.     | 74,346 | 6.     |         |         | 74,311      | 6.          |

## Sportlövészet
Férfi
| Versenyző      | Versenyszám       | Selejtező | Selejtező | Elődöntő | Elődöntő | Döntő   | Döntő    |
| Versenyző      | Versenyszám       | Pont      | Helyezés  | Pont     | Helyezés | Pont    | Helyezés |
| -------------- | ----------------- | --------- | --------- | -------- | -------- | ------- | -------- |
| Torben Grimmel | Sportpuska, fekvő | 621,4     | 23.       |          |          | kiesett | kiesett  |
| Jesper Hansen  | Skeet             | 121       | 6.        | 14       | 5.       | kiesett | kiesett  |

Női
| Versenyző     | Versenyszám           | Selejtező | Selejtező | Döntő   | Döntő    |
| Versenyző     | Versenyszám           | Pont      | Helyezés  | Pont    | Helyezés |
| ------------- | --------------------- | --------- | --------- | ------- | -------- |
| Stine Nielsen | Légpuska              | 410,1     | 38.       | kiesett | kiesett  |
| Stine Nielsen | Sportpuska, összetett | 579       | 13.       | kiesett | kiesett  |

## Tenisz
Női
| Versenyző          | Versenyszám | 64-es főtábla                   | 32-es főtábla                  | Nyolcaddöntő      | Negyeddöntő       | Elődöntő          | Bronz- mérkőzés   | Döntő             | Helyezés |
| Versenyző          | Versenyszám | Ellenfél Eredmény               | Ellenfél Eredmény              | Ellenfél Eredmény | Ellenfél Eredmény | Ellenfél Eredmény | Ellenfél Eredmény | Ellenfél Eredmény | Helyezés |
| ------------------ | ----------- | ------------------------------- | ------------------------------ | ----------------- | ----------------- | ----------------- | ----------------- | ----------------- | -------- |
| Caroline Wozniacki | Egyes       | Lucie Hradecká (CZE) · 6-2, 6-2 | Petra Kvitová (CZE) · 2-6, 4-6 | kiesett           | kiesett           | kiesett           | kiesett           | kiesett           | 17.      |

## Tollaslabda
| Versenyző                                   | Versenyszám  | Csoportkör | Csoportkör | Nyolcaddöntő                          | Negyeddöntő                                                      | Elődöntő                                                                              | Bronz- mérkőzés                               | Döntő                                                                | Helyezés |
| Versenyző                                   | Versenyszám  | Ellenfél Eredmény | Hely.      | Ellenfél Eredmény                     | Ellenfél Eredmény                                                | Ellenfél Eredmény                                                                     | Ellenfél Eredmény                             | Ellenfél Eredmény                                                    | Helyezés |
| ------------------------------------------- | ------------ | --- | ---------- | ------------------------------------- | ---------------------------------------------------------------- | ------------------------------------------------------------------------------------- | --------------------------------------------- | -------------------------------------------------------------------- | -------- |
| Viktor Axelsen                              | Férfi egyes  | L csoport · Boonsak Ponsana (THA) · 21–14, 21–13 · I Donggun (Lee Dong-geun) (KOR) · 21–11, 21–13 | 1.         | Scott Evans (IRL) · 21–16, 21–12      | Rajiv Ouseph (GBR) · 21–12, 21–16                                | Csen Lung (Chen Long) (CHN) · 14–21, 15–21                                            | Lin Tan (Lin Dan) (CHN) · 15–21, 21–10, 21–17 |                                                                      |          |
| Jan Østergaard Jørgensen                    | Férfi egyes  | G csoport · Raul Must (EST) · 21–8, 21–15 · Brice Leverdez (FRA) · 21–11, 21–18 | 1.         | Srikanth Kidambi (IND) · 19–21, 19–21 | kiesett                                                          | kiesett                                                                               | kiesett                                       | kiesett                                                              | 9.       |
| Mathias Boe Carsten Mogensen                | Férfi páros  | C csoport · Nagy-Britannia (GBR) · Marcus Ellis · Chris Langridge · 21–9, 9–21, 21–16 · Lengyelország (POL) · Adam Cwalina · Przemysław Wacha · 21–17, 21–17 · Dél-Korea (KOR) · Kim Gi-Jung · Kim Sa-Rang · 15–21, 18–21                                 | 3.         |                                       | kiesett                                                          | kiesett                                                                               | kiesett                                       | kiesett                                                              | 9.       |
| Line Kjærsfeldt                             | Női egyes    | A csoport · Nanna Vainio (FIN) · 21–9, 21–8 · Carolina Marín (ESP) · 16–21, 13–21 | 2.         | kiesett                               | kiesett                                                          | kiesett                                                                               | kiesett                                       | kiesett                                                              | 14.      |
| Christinna Pedersen Kamilla Rytter Juhl     | Női páros    | B csoport · Kína (CHN) · Luo Jing (Luo Ying) · Luo Jü (Luo Yu) · 11–21, 18–21 · Egyesült Államok (USA) · Eva Lee · Paula Lynn Obanana · 21–9, 21–6 · Dél-Korea (KOR) · Csong Gjongun (Jeong Gyeong-eun) · Sin Szungcshan (Shin Seung-chan) · 21–16, 21–18 | 2.         |                                       | Dél-Korea (KOR) · Chang Ye-Na · Lee So-Hee · 28–26, 18–21, 21–15 | Kína (CHN) · Jü Jang (Yu Yang) · Tang Jüan-ting (Tang Yuanting) · 21–16, 14–21, 21–19 |                                               | Japán (JPN) · Macutomo Miszaki · Takahasi Ajaka · 21–18, 9–21, 19–21 |          |
| Joachim Fischer Nielsen Christinna Pedersen | Vegyes páros | B csoport · Lengyelország (POL) · Nadieżda Kostiuczyk · Robert Mateusiak · 21–18, 23–21 · Nagy-Britannia (GBR) · Chris Adcock · Gabrielle Adcock · 19–21, 24–22, 17–21 · Kína (CHN) · Hszü Csen (Xu Chen) · Ma Csin (Ma Jin) · 24–22, 14–21, 16–21        | 4.         |                                       | kiesett                                                          | kiesett                                                                               | kiesett                                       | kiesett                                                              | 13.      |

## Triatlon
| Versenyző         | Versenyszám | 1,5 km úszás | Depózás 1 | 40 km kerékpározás | Depózás 2 | 10 km futás | Összesítés | Összesítés |
| Versenyző         | Versenyszám | Idő          | Idő       | Idő                | Idő       | Idő         | Idő        | Helyezés   |
| ----------------- | ----------- | ------------ | --------- | ------------------ | --------- | ----------- | ---------- | ---------- |
| Andreas Schilling | Férfi       | 18:11        | 0:48      | 55:33              | 0:38      | 33:46       | 1:48:56    | 28.        |

## Úszás
Férfi
| Versenyző                                               | Versenyszám     | Előfutam | Előfutam | Előfutam | Elődöntő | Elődöntő | Elődöntő | Döntő   | Döntő    |
| Versenyző                                               | Versenyszám     | Idő      | Hely.    | Össz.    | Idő      | Hely.    | Össz.    | Idő     | Helyezés |
| ------------------------------------------------------- | --------------- | -------- | -------- | -------- | -------- | -------- | -------- | ------- | -------- |
| Mads Glæsner                                            | 400 m gyors     | 3:52,59  | 7.       | 36.      |          |          |          | kiesett | kiesett  |
| Anton Ipsen                                             | 400 m gyors     | 3:48,31  | 3.       | 20.      |          |          |          | kiesett | kiesett  |
| Anton Ipsen                                             | 1500 m gyors    | 15:05,91 | 1.       | 18.      |          |          |          | kiesett | kiesett  |
| Pál Joensen                                             | 1500 m gyors    | 15:18,49 | 6.       | 30.      |          |          |          | kiesett | kiesett  |
| Viktor Bromer                                           | 200 m pillangó  | 1:55,77  | 2.       | 7.       | 1:55,59  | 4.       | 7.       | 1:55,64 | 6.       |
| Anders Lie Daniel Skaaning Søren Dahl Magnus Westermann | 4 × 200 m gyors | 7:12,66  | 7.       | 12.      |          |          |          | kiesett | kiesett  |

Női
| Versenyző                                                                    | Versenyszám      | Előfutam | Előfutam | Előfutam | Elődöntő | Elődöntő | Elődöntő | Döntő   | Döntő    |
| Versenyző                                                                    | Versenyszám      | Idő      | Hely.    | Össz.    | Idő      | Hely.    | Össz.    | Idő     | Helyezés |
| ---------------------------------------------------------------------------- | ---------------- | -------- | -------- | -------- | -------- | -------- | -------- | ------- | -------- |
| Pernille Blume                                                               | 50 m gyors       | 24,23    | 1.       | 1.       | 24,28    | 1.       | 1.       | 24,07   |          |
| Pernille Blume                                                               | 100 m gyors      | 54,15    | 6.       | 11.*     | 54,19    | 6.       | 11.      | kiesett | kiesett  |
| Jeanette Ottesen                                                             | 100 m gyors      | 53,53    | 3.*      | 5.*      | 53,35    | 3.       | 6.       | 53,36   | 8.       |
| Jeanette Ottesen                                                             | 50 m gyors       | 24,48    | 2.       | 5.*      | 24,62    | 6.       | 11.      | kiesett | kiesett  |
| Jeanette Ottesen                                                             | 100 m pillangó   | 57,15    | 4.       | 6.       | 57,47    | 3.       | 7.       | 57,17   | 7.       |
| Lotte Friis                                                                  | 400 m gyors      | 4:07,13  | 3.       | 11.      |          |          |          | kiesett | kiesett  |
| Lotte Friis                                                                  | 800 m gyors      | 8:22,54  | 1.       | 5.       |          |          |          | 8:24,50 | 7.       |
| Mie Østergaard Nielsen                                                       | 100 m hát        | 59,13    | 2.       | 4.*      | 59,18    | 2.       | 2.       | 58,80   | 5.       |
| Rikke Møller Pedersen                                                        | 100 m mell       | 1:06,58  | 2.       | 6.       | 1:07,07  | 4.       | 10.      | kiesett | kiesett  |
| Rikke Møller Pedersen                                                        | 200 m mell       | 2:22,72  | 1.       | 1.       | 2:22,45  | 4.       | 5.       | 2:23,74 | 8.       |
| Pernille Blume Julie Jensen Sarah Bro Mie Østergaard Nielsen                 | 4 × 100 m gyors  | 3:39,45  | 6.       | 12.      |          |          |          | kiesett | kiesett  |
| Mie Østergaard Nielsen Rikke Møller Pedersen Jeanette Ottesen Pernille Blume | 4 × 100 m vegyes | 3:56,98  | 2.       | 3.       |          |          |          | 3:55,01 |          |

* - egy másik versenyzővel azonos időt ért el

## Vitorlázás
Férfi
| Versenyző                           | Versenyszám     | Futam | Futam | Futam | Futam | Futam | Futam | Futam | Futam | Futam | Futam | Futam | Futam | Futam   | Pontszám | Helyezés |
| Versenyző                           | Versenyszám     | 1     | 2     | 3     | 4     | 5     | 6     | 7     | 8     | 9     | 10    | 11    | 12    | É       | Pontszám | Helyezés |
| ----------------------------------- | --------------- | ----- | ----- | ----- | ----- | ----- | ----- | ----- | ----- | ----- | ----- | ----- | ----- | ------- | -------- | -------- |
| Sebastian Fleischer                 | Szörfvitorlázás | 15    | 14    | 9     | 12    | (22)  | 11    | 17    | 20    | 2     | 11    | 6     | 18    | kiesett | 135      | 12.      |
| Jonas Høgh Christensen              | Finn dingi      | 13    | 2     | 4     | (24)  | 10    | 11    | 16    | 16    | 17    | 20    |       |       | kiesett | 109      | 16.      |
| Michael Hansen                      | Laser           | 6     | 24    | 23    | 20    | (31)  | 31    | 19    | 26    | 5     | 26    |       |       | kiesett | 180      | 25.      |
| Christian Peter Lübeck Jonas Warrer | 49er osztály    | 8     | 9     | (21)  | 15    | 1     | 5     | 6     | 13    | 14    | 18    | 1     | 2     | 6       | 98       | 4.       |

Női
| Versenyző                             | Versenyszám     | Futam | Futam | Futam | Futam | Futam | Futam | Futam | Futam | Futam | Futam | Futam | Futam | Futam   | Pontszám | Helyezés |
| Versenyző                             | Versenyszám     | 1     | 2     | 3     | 4     | 5     | 6     | 7     | 8     | 9     | 10    | 11    | 12    | É       | Pontszám | Helyezés |
| ------------------------------------- | --------------- | ----- | ----- | ----- | ----- | ----- | ----- | ----- | ----- | ----- | ----- | ----- | ----- | ------- | -------- | -------- |
| Lærke Buhl-Hansen                     | Szörfvitorlázás | 17    | 16    | 17    | 20    | 17    | 13    | 12    | 9     | (21)  | 12    | 10    | 12    | kiesett | 154      | 15.      |
| Anne-Marie Rindom                     | Laser radial    | 5     | 8     | (38)  | 3     | 3     | 1     | 4     | 6     | 22    | 3     |       |       | 16      | 71       |          |
| Jena Mai Hansen Katja Salskov-Iversen | 49erFX osztály  | (21)  | 2     | 2     | 2     | 4     | 2     | 9     | 16    | 2     | 1     | 2     | 4     | 8       | 54       |          |

Vegyes
| Versenyző                      | Versenyszám | Futam | Futam | Futam | Futam | Futam | Futam | Futam | Futam | Futam | Futam | Futam | Futam | Futam   | Pontszám | Helyezés |
| Versenyző                      | Versenyszám | 1     | 2     | 3     | 4     | 5     | 6     | 7     | 8     | 9     | 10    | 11    | 12    | É       | Pontszám | Helyezés |
| ------------------------------ | ----------- | ----- | ----- | ----- | ----- | ----- | ----- | ----- | ----- | ----- | ----- | ----- | ----- | ------- | -------- | -------- |
| Allan Nørregaard Anette Viborg | Nacra 17    | 8     | 9     | 9     | 14    | 10    | 12    | (17)  | 9     | 7     | 11    | 5     | 15    | kiesett | 108      | 12.      |